# Motoneurona

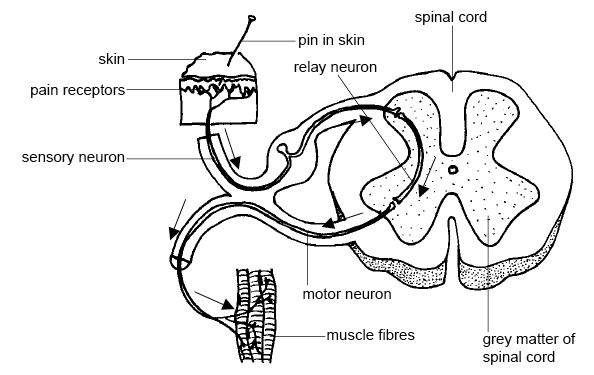
A la derecha se observa una sección de médula espinal. De los haces que emergen a su izquierda, el ventral (inferior) posee motoneuronas que inervan fibras musculares (abajo).

El término motoneurona o neurona motora hace referencia, en vertebrados, a la neurona del sistema nervioso periférico que proyecta su axón hacia una fibra muscular o una glándula. Las neuronas motoras son, de acuerdo a la dirección de sus axones en relación a la médula espinal, neuronas eferentes.
 Las neuronas motoras se pueden clasificar según su posición en el sistema nervioso en dos tipos: las neuronas superiores que transmiten mensajes desde la corteza motora y las neuronas inferiores que se encuentran en el tronco cerebral y la médula espinal.
 La patología degenerativa de las neuronas motoras de la corteza motora, de las neuronas del tallo cerebral y de las neuronas del asta anterior de la médula espinal, llevan a la aparición de las enfermedades motoras, que producen atrofia progresiva de los músculos como la Enfermedad de la motoneurona y la Atrofia muscular espinal. 

## Historia
En 1904 Sherrington introdujo los términos «neurona motora» y «vía común final». Común implica que todas las órdenes motoras convergen en la motoneurona, que luego integra la información entrante y transmite la información «neta» (final) al músculo para su contracción.

## Embriología
Durante el desarrollo, las MN   espinales emergen de células progenitoras, ubicadas en la porción medial del tubo neural ventral. A medida que el embrión se desarrolla, las MN   espinales se diferencian para formar grupos anatómicos compactos denominados pools, que se conectan a un objetivo muscular único. Los pools de MN   espinales no son homogéneos y comprenden subtipos según las fibras musculares que inervan. Los mecanismos de tiempo y gradientes moleculares conducen a la formación de columnas motoras definidas anatómicamente.

## Características

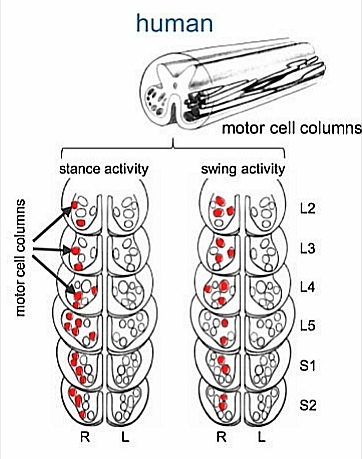
Columna gris de motoneuronas.

Las neuronas motoras o motoneuronas (MN) que controlan diferentes músculos, se encuentran en diferentes núcleos motores a lo largo de la médula espinal y en el tronco encefálico. Cada neurona motora envía su axón a un músculo e inerva un número limitado de fibras musculares. Una neurona motora con sus fibras musculares se denomina unidad motora. 
Las neuronas motoras son activadas por interneuronas de diferentes programas motores o centros reflejos y por vías descendentes del prosencéfalo y del tronco encefálico.

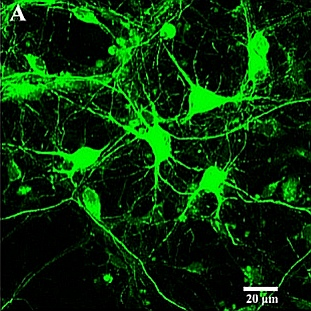
Motoneuronas espinales. Microscopía confocal Inmunofluorescencia.

Las neuronas MN extienden sus axones fuera del sistema nervioso (eferentes), agrupados bajo la forma de «fibras nerviosas» (nervios).
El adjetivo eferente denota que el flujo de información se produce de manera centrífuga, desde el cuerpo de la neurona del sistema nervioso hacia la periferia (a células musculares o células secretoras).
Las neuronas eferentes motoras se pueden clasificar para su estudio, según sus características:
- Ubicación o topografía según la ubicación del soma de la neurona en: 
  - superiores
  - inferiores

- Inervación o según el efector al que están destinadas las fibras axonales en: 
  - somáticas
  - viscerales

Visceral (en verde);

Visceral (en verde);

Somático (en naranja)
Según el tejido que inervan, las motoneuronas se clasifican en tres categorías;
- #Motoneuronas somáticas, que forman Fibras eferentes somáticas generales que actúan sobre el músculo esquelético.
- Motoneuronas viscerales generales, que forman Fibras eferentes viscerales generales que actúan de forma indirecta sobre el músculo cardíaco y el músculo liso de las vísceras huecas (como las arterias y el intestino). Efectúan sinapsis con neuronas de los ganglios nerviosos del sistema nervioso periférico.
- Motoneuronas viscerales especiales, que inervan la musculatura branquiomérica, es decir, la situada en las branquias en peces, pero en vertebrados terrestres, algunas partes de la cara y cuello.

De esta clasificación deriva otra que indica que las motoneuronas de músculo esquelético y musculatura branquial son monosinápticas (requieren de sólo una motoneurona, somática o branquial, que hace sinapsis sobre el músculo); mientras que las viscerales son polisinápticas, pues involucran a una segunda neurona en el ganglio nervioso (esta segunda neurona es la que hace sinapsis en el órgano diana).
| Rama | Ubicación     | Neurotransmisor |
| Somática | n/a           | Acetilcolina    |
| Parasimpática                                                                                                   | Preganglionar | Acetilcolina    |
| Ganglionar | Acetilcolina  |                 |
| Simpática | Preganglionar | Acetilcolina    |
| Ganglionar | Norepinefrina |                 |
| *Excepto fibras que inervan glándulas sudoríparas y algunos vasos sanguíneos. Neurotransmisores de motoneuronas |               |                 |

Todas las motoneuronas de vertebrados son colinérgicas (es decir, emplean acetilcolina como neurotransmisor). Las neuronas ganglionares parasimpáticas también son colinérgicas, mientras que la mayoría de neuronas ganglionares simpáticas son noradrenérgicas (esto es, emplean norepinefrina, también llamada noradrenalina). Véase la tabla para más detalle.

## Anatomía

### Microaquitectura
Con el microscopio óptico se han determinado las características de las MN:

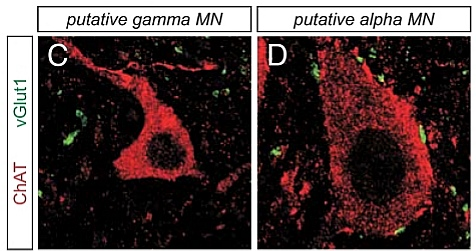
Motoneurona gamma (izquierda);
Motoneurona alfa (derecha).

- Gran tamaño
- Forma poligonal
- Un nucleolo prominente[8]

### Ultraestructura
- Una maquinaria de síntesis de proteínas muy desarrollada.[8]

## Función
Las neuronas motoras (NM) se pueden clasificar para su estudio en dos tipos: las neuronas  superiores que transmiten mensajes desde la corteza motora hacia las neuronas inferiores que se encuentran en el tronco cerebral y la médula espinal.
Primera motoneurona o motoneurona superior
Se encuentran en la corteza cerebral y emiten terminaciones nerviosas que forman la llamada vía piramidal que conecta con la médula espinal.
Segunda motoneurona o motoneurona inferior

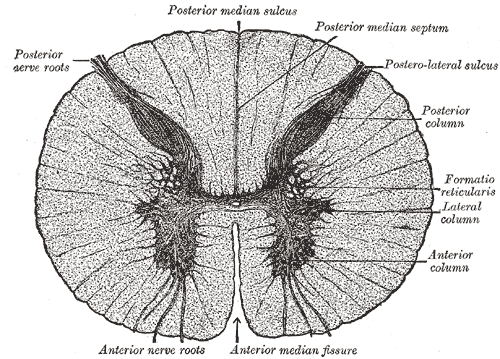
Vista transversal de la médula espinal dorsal (torácica). Anatomía de Grey, (1918).

Están situadas en el asta anterior de la médula espinal y emiten terminaciones nerviosas que llegan directamente a los músculos del organismo y provocan su contracción voluntaria.
- Fibras eferentes viscerales generales

- Fibras eferentes somáticas generales

### Motoneuronas somáticas

Fibras eferentes en rojo, 11: raíz anterior generadas en el 1: cuerno anterior. Corte transversal de médula espinal.

El adjetivo «eferente» fibras eferentes somáticas generales denota que el flujo de información se da de forma centrífuga desde el sistema nervioso central hacia el sistema nervioso periférico.

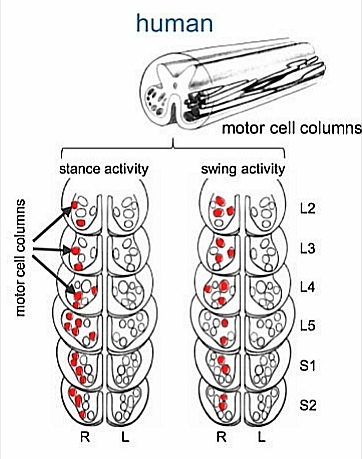
Columna gris de motoneuronas.

Las motoneuronas somáticas se clasifican para su estudio en tres tipos, «neuronas eferentes alfa (α)», «neuronas eferentes gamma (γ)» y «neuronas eferentes beta (β).

#### Motoneuronas alfa

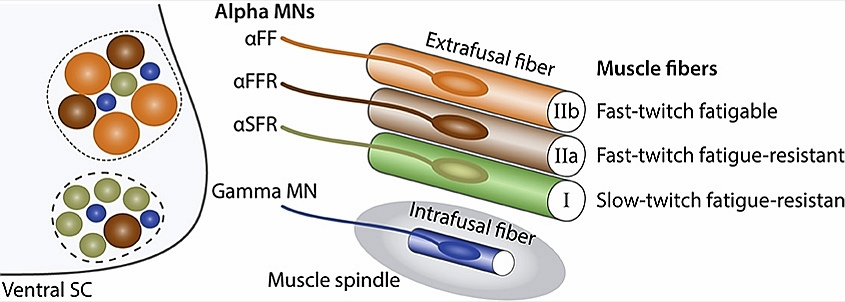
Motoneuronas alfa. Tipos según su característica: FF, FFR, SFR.

Las motoneuronas alfa (α) MNA inervan las fibras musculares extrafusales (denominadas en muchos casos simplemente fibras musculares), localizadas en los músculos. Su pericarion se encuentra en el asta ventral de la médula espinal, y por esta razón a veces se las denomina «células del asta ventral». Intervienen en la contracción voluntaria del músculo esquelético y en el mantenimiento del tono muscular.
Las motoneuronas gamma y alfa pueden distinguirse molecularmente y esta distinción se basa en perfiles complementarios de expresión de proteínas de unión al ADN.

#### Motoneuronas beta
Las motoneuronas beta (β) MNB son más pequeñas y menos abundantes que otros subtipos de MN somáticas. Como resultado, las MN beta están pobremente caracterizadas. Inervan fibras musculares tanto intrafusales como extrafusales

#### Motoneuronas gamma
Las motoneuronas gamma (γ) MNG inervan las fibras musculares intrafusales, que se encuentran en el Huso neuromuscular. Intervienen en la detección del cambio de longitud del músculo. Pequeñas y multipolares, los axones de muchas de ellas pasan a las raíces anteriores de los nervios espinales, inervan las fibras musculares intrafusales de los husos neuromusculares. Controlan el tono muscular.

## Placa motora
La interfaz existente entre una motoneurona (NM) y una fibra muscular es una sinapsis especializada denominada placa motora o unión neuromuscular. La transmisión del impulso nervioso por parte de la motoneurona conduce a la liberación de neurotransmisores a la membrana postsináptica de la célula muscular, que contiene receptores que reconocen esta señal y desencadenan una respuesta específica.
En invertebrados, dependiendo del neurotransmisor emitido y del receptor presente, la respuesta puede ser tanto la inhibición como la excitación de la fibra muscular. En vertebrados, en cambio, la respuesta siempre es excitatoria. La relajación muscular sólo se produce en vertebrados mediante inhibición de la motoneurona; por esta razón, los relajantes musculares actúan a nivel de las motoneuronas disminuyendo su actividad electrofisiológica o colinérgica, sin que exista una actividad directa sobre los músculos.
Las sinapsis asociadas a actividad excitatoria contienen receptores de glutamato, AMPA, kainato y NMDA. Las sinapsis inhibitorias, GABA y glicina. Además de estos receptores ionotrópicos, las motoneuronas poseen receptores metabotropos activados por glutamato, norepinefrina, serotonina y acetilcolina.
Cuando la función de estas células está alterada, se producen diferentes enfermedades que se llaman en conjunto enfermedad de la motoneurona.

## Patología
Debido a la degeneración de las neurona piramidal de Betz en la corteza motora, de las neuronas del tallo cerebral y de las neuronas del asta anterior en la médula espinal inducen la aparición de enfermedades motoras que producen atrofia progresiva de los músculos.
Cuando se dañan estas neuronas, se presentan diferentes enfermedades motoras “raras” como: la esclerosis lateral amiotrófica, la esclerosis lateral primaria, la atrofia muscular espinal, síndrome de Guillain-Barré, la atrofia muscular espinal-bulbar y el síndrome pospoliomielítico.